# Wałecznik

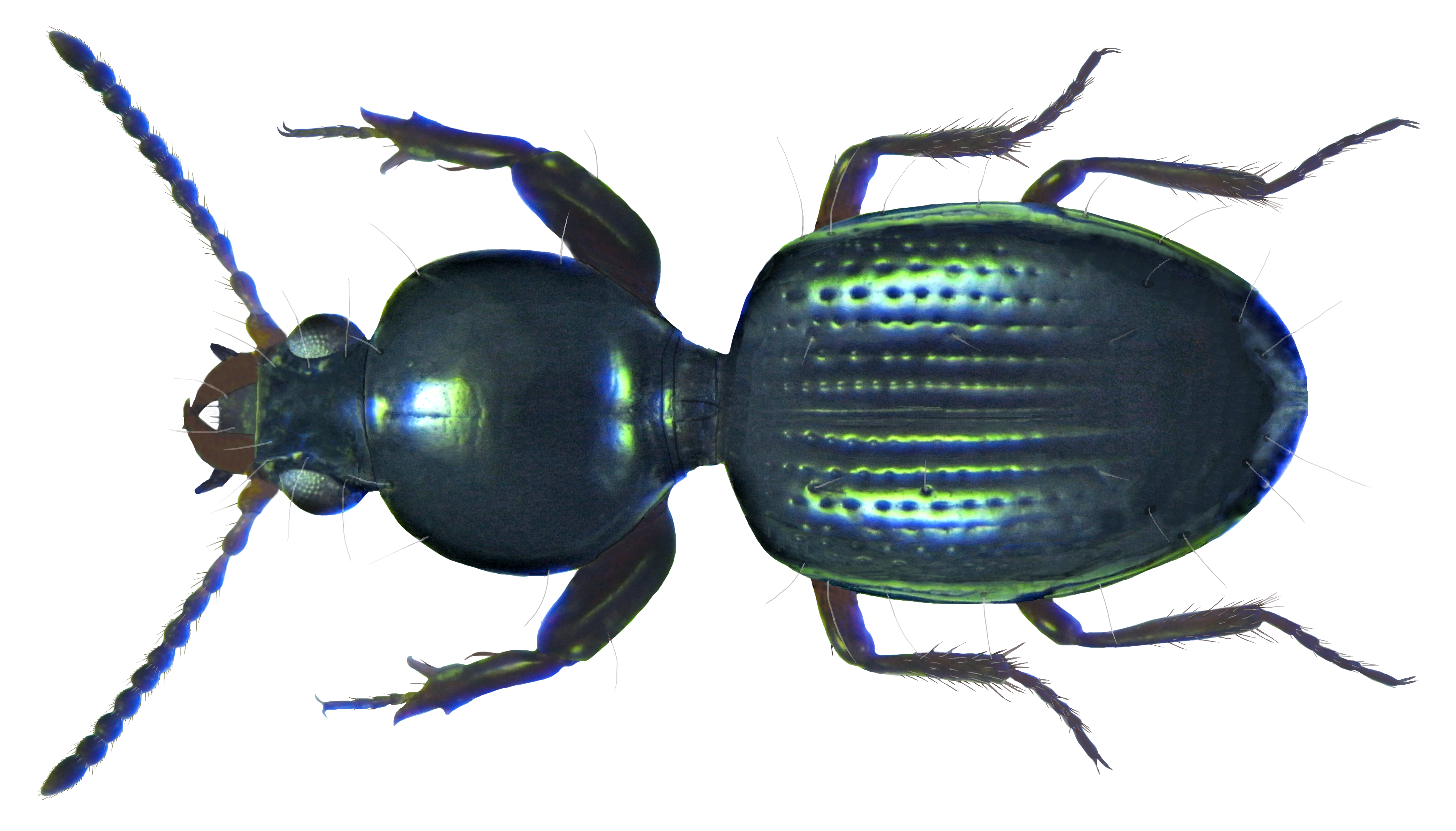
Dyschirius globosus

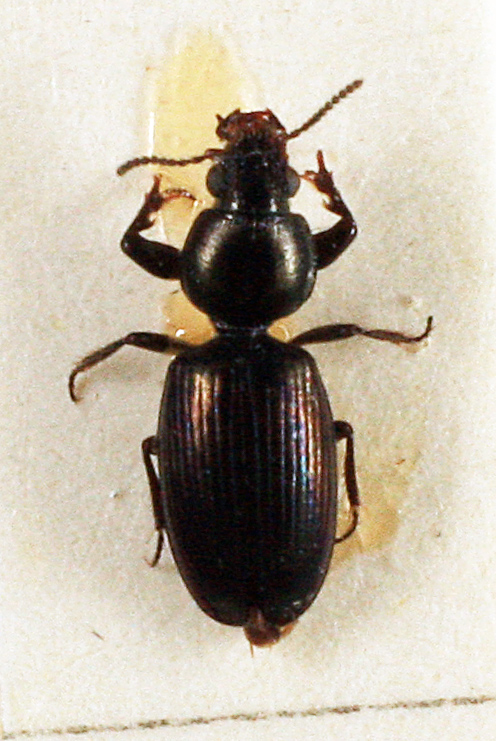
Dyschirius obscurus

Wałecznik, niepogrom (Dyschirius) – rodzaj chrząszczy z rodziny biegaczowatych i podrodziny grzebielników.

## Morfologia
Ciało długości od 1,5 do 6 mm. Górna powierzchnia ciała ciemna, często metaliczna. Oczy dobrze rozwinięte. Przedplecze wyraźnie szersze niż pojedyncza pokrywa. Boczna przepaska przedplecza niepełna, sięgająca najdalej do tylnych szczecinek bocznych. Boki pokryw ze szczecinkami tylko na ramionach i w części wierzchołkowej.

## Ekologia i występowanie
Żyją na glebach piaszczystych i gliniastych, szczególnie na brzegach wód. Niektóre gatunki związane są z wybrzeżami morskimi, a nieliczne są górskie. Drapieżne. Wiele gatunków poluje na kusakowate z rodzaju Bledius.
Występują na wszystkich kontynentach z wyjątkiem Australii i Antarktydy. W Polsce stwierdzono około 20 gatunków.

## Taksonomia
Rodzaj opisany został w 1810 roku przez Franco Andreę Bonelliego. Gatunkiem typowym został Scarites thoracicus Fabricius, 1801.
Zalicza się tu 6 podrodzajów i 14 gatunków nie przypisanych do żadnego z nich:
- Dyschirius (Antidyschirius) Fedorenko, 1996
- Dyschirius (Chiridysus) Fedorenko, 1996
- Dyschirius (Dyschiriodes) Jeannel, 1941
- Dyschirius (Dyschirius)
- Dyschirius (Eudyschirius) Fedorenko, 1996
- Dyschirius (Paradyschirius) Fedorenko, 1996
- incertae sedis
  - Dyschirius aenea Boheman, 1849
  - Dyschirius binodosus Putzeys, 1878
  - Dyschirius changlingensis Li, 1992
  - Dyschirius crenulatus Putzeys, 1866
  - Dyschirius fusus Putzeys, 1878
  - Dyschirius hoberlandti Kult, 1954
  - Dyschirius luzonicus Kult, 1949
  - Dyschirius milloti Jeannel, 1949
  - Dyschirius opistholius Alluaud, 1936
  - Dyschirius paleki Kult, 1949
  - Dyschirius planiusculus Putzeys, 1866
  - Dyschirius recurvus Putzeys, 1866
  - Dyschirius rugifer Putzeys, 1878
  - Dyschirius similatus Betta, 1847